# Tane-rore
Dans la mythologie māori, Tane-rore est le fils de Tama-nui-to-ra, le dieu soleil, et de Hine-raumati, la dame de l'été. Il est crédité comme celui à l’origine de la danse haka. Tane-rore est le tremblement du sol vu lors des journées chaudes de l’été et est représenté par le tremblement des mains lors de la danse haka.